# 구로항 (무안군)
구로항은 전라남도 무안군 청계면 구로리에 있는 어항이다. 2005년 11월 10일 어촌정주어항으로 지정하여 관리하고 있다. 시설관리자는 무안군수이다.

## 어항 구역
- 수역: 66,842m²

## 어항 시설
- 작업장 115m, 선착장 300m, 친수시설 50m, 선양장 20m

## 주요 어종
- 낙지, 김